# UCI World Tour 2021
L'UCI World Tour 2021 è stata l'undicesima edizione del circuito organizzato dall'UCI, che sostituisce il vecchio calendario mondiale. È partito il 21 febbraio 2021 dagli Emirati Arabi Uniti con l'UAE Tour e non come d'abitudine in Australia col Tour Down Under perché la federazione ciclistica australiana ha cancellato la gara a causa della pandemia di COVID-19, ed è terminato il 9 ottobre 2021 col Giro di Lombardia.

## Squadre
Le squadre che hanno disputato la stagione 2021 dell'UCI World Tour sono 19 come le licenze messe in appalto da parte dell'UCI per disputare la stagione World Tour. Il posto del CCC Team è stato preso dall'Intermarché-Wanty-Gobert Matériaux.
| Cod. | Squadra                            | Biciclette       | Gruppo     | Ruote                |
| ---- | ---------------------------------- | ---------------- | ---------- | -------------------- |
| ACT  | AG2R Citroën Team                  | BMC              | Campagnolo | Campagnolo, Pirelli  |
| APT  | Astana-Premier Tech                | Wilier Triestina | Shimano    | Corima, Vittoria     |
| TBV  | Bahrain Victorious                 | Merida           | Shimano    | Vision, Continental  |
| BOH  | Bora-Hansgrohe                     | Specialized      | Shimano    | Roval, Specialized   |
| COF  | Cofidis                            | De Rosa          | Campagnolo | Fulcrum, Michelin    |
| DQT  | Deceuninck-Quick Step              | Specialized      | Shimano    | Roval, Specialized   |
| EFN  | EF Education-Nippo                 | Cannondale       | Shimano    | Vision, Vittoria     |
| GFC  | Groupama-FDJ                       | Lapierre         | Shimano    | Shimano, Continental |
| IGD  | Ineos Grenadiers                   | Pinarello        | Shimano    | Shimano, Continental |
| IWG  | Intermarché-Wanty-Gobert Matériaux | Cube             | Shimano    | Fulcrum, Continental |
| ISN  | Israel Start-Up Nation             | Factor           | Shimano    | Black Ink., Maxxis   |
| TJV  | Jumbo-Visma                        | Cervélo          | Shimano    | Shimano, Vittoria    |
| LTS  | Lotto Soudal                       | Ridley           | Campagnolo | Campagnolo, Vittoria |
| MOV  | Movistar Team                      | Canyon           | SRAM       | Zipp, Continental    |
| BEX  | Team BikeExchange                  | Bianchi          | Shimano    | Shimano, Pirelli     |
| DSM  | Team DSM                           | Scott            | Shimano    | Shimano, Vittoria    |
| TQA  | Team Qhubeka NextHash              | BMC              | Shimano    | ENVE, Goodyear       |
| TFS  | Trek-Segafredo                     | Trek             | SRAM       | Bontrager, Pirelli   |
| UAD  | UAE Team Emirates                  | Colnago          | Campagnolo | Campagnolo, Vittoria |

## Calendario
La stagione 2021 si presenta con un calendario per le squadre con licenza World Tour ricco di eventi, la maggior parte tutti reinseriti in calendario dopo il rinvio a causa della pandemia di COVID-19. Gli unici eventi cancellati dalla Federazione ciclistica australiana sono il Tour Down Under e il Cadel Evans Great Ocean Road Race. Il 10 giugno 2021 il Grand Prix Cycliste de Québec e il Grand Prix Cycliste de Montréal furono cancellate a causa della pandemia di COVID-19. Il 4 agosto 2021 la Classica di Amburgo e il Tour of Guangxi furono cancellate a causa della pandemia di COVID-19.
| Evento                               | Data                  | Vincitore                                    | Secondo                                      | Terzo                                        | Squadra del vincitore                        |
| ------------------------------------ | --------------------- | -------------------------------------------- | -------------------------------------------- | -------------------------------------------- | -------------------------------------------- |
| Tour Down Under                      | 19-24 gennaio         | annullato a causa della pandemia di COVID-19 | annullato a causa della pandemia di COVID-19 | annullato a causa della pandemia di COVID-19 | annullato a causa della pandemia di COVID-19 |
| Cadel Evans Great Ocean Road Race    | 31 gennaio            | annullata a causa della pandemia di COVID-19 | annullata a causa della pandemia di COVID-19 | annullata a causa della pandemia di COVID-19 | annullata a causa della pandemia di COVID-19 |
| UAE Tour (2021)                      | 21-27 febbraio        | Tadej Pogačar                                | Adam Yates                                   | João Almeida                                 | UAE Team Emirates                            |
| Omloop Het Nieuwsblad (2021)         | 27 febbraio           | Davide Ballerini                             | Jake Stewart                                 | Sep Vanmarcke                                | Deceuninck-Quick Step                        |
| Strade Bianche (2021)                | 6 marzo               | Mathieu van der Poel                         | Julian Alaphilippe                           | Egan Bernal                                  | Alpecin-Fenix                                |
| Parigi-Nizza (2021)                  | 7-14 marzo            | Maximilian Schachmann                        | Aleksandr Vlasov                             | Ion Izagirre                                 | Bora-Hansgrohe                               |
| Tirreno-Adriatico (2021)             | 10-16 marzo           | Tadej Pogačar                                | Wout Van Aert                                | Mikel Landa                                  | UAE Team Emirates                            |
| Milano-Sanremo (2021)                | 20 marzo              | Jasper Stuyven                               | Caleb Ewan                                   | Wout Van Aert                                | Trek-Segafredo                               |
| Volta a Catalunya (2021)             | 22-28 marzo           | Adam Yates                                   | Richie Porte                                 | Geraint Thomas                               | Ineos Grenadiers                             |
| Classic Brugge-De Panne (2021)       | 24 marzo              | Sam Bennett                                  | Jasper Philipsen                             | Pascal Ackermann                             | Deceuninck-Quick Step                        |
| E3 Harelbeke (2021)                  | 26 marzo              | Kasper Asgreen                               | Florian Sénéchal                             | Mathieu van der Poel                         | Deceuninck-Quick Step                        |
| Gand-Wevelgem (2021)                 | 28 marzo              | Wout Van Aert                                | Giacomo Nizzolo                              | Matteo Trentin                               | Jumbo-Visma                                  |
| Dwars door Vlaanderen (2021)         | 31 marzo              | Dylan van Baarle                             | Christophe Laporte                           | Tim Merlier                                  | Ineos Grenadiers                             |
| Giro delle Fiandre (2021)            | 4 aprile              | Kasper Asgreen                               | Mathieu van der Poel                         | Greg Van Avermaet                            | Deceuninck-Quick Step                        |
| Giro dei Paesi Baschi (2021)         | 5-10 aprile           | Primož Roglič                                | Jonas Vingegaard                             | Tadej Pogačar                                | Jumbo-Visma                                  |
| Amstel Gold Race (2021)              | 18 aprile             | Wout Van Aert                                | Thomas Pidcock                               | Maximilian Schachmann                        | Jumbo-Visma                                  |
| Freccia Vallone (2021)               | 21 aprile             | Julian Alaphilippe                           | Primož Roglič                                | Alejandro Valverde                           | Deceuninck-Quick Step                        |
| Liegi-Bastogne-Liegi (2021)          | 25 aprile             | Tadej Pogačar                                | Julian Alaphilippe                           | David Gaudu                                  | UAE Team Emirates                            |
| Giro di Romandia (2021)              | 27 aprile-2 maggio    | Geraint Thomas                               | Richie Porte                                 | Fausto Masnada                               | Ineos Grenadiers                             |
| Giro d'Italia (2021)                 | 8-30 maggio           | Egan Bernal                                  | Damiano Caruso                               | Simon Yates                                  | Ineos Grenadiers                             |
| Giro del Delfinato (2021)            | 30 maggio-6 giugno    | Richie Porte                                 | Aleksej Lucenko                              | Geraint Thomas                               | Ineos Grenadiers                             |
| Giro di Svizzera (2021)              | 6-13 giugno           | Richard Carapaz                              | Rigoberto Urán                               | Jakob Fuglsang                               | Ineos Grenadiers                             |
| Tour de France (2021)                | 26 giugno-18 luglio   | Tadej Pogačar                                | Jonas Vingegaard                             | Richard Carapaz                              | UAE Team Emirates                            |
| Classica di San Sebastián (2021)     | 31 luglio             | Neilson Powless                              | Matej Mohorič                                | Mikkel Honoré                                | EF Education-Nippo                           |
| Giro di Polonia (2021)               | 9-15 agosto           | João Almeida                                 | Matej Mohorič                                | Michał Kwiatkowski                           | Deceuninck-Quick Step                        |
| Vuelta a España (2021)               | 14 agosto-5 settembre | Primož Roglič                                | Enric Mas                                    | Jack Haig                                    | Jumbo-Visma                                  |
| Classica di Amburgo                  | 15 agosto             | annullata a causa della pandemia di COVID-19 | annullata a causa della pandemia di COVID-19 | annullata a causa della pandemia di COVID-19 | annullata a causa della pandemia di COVID-19 |
| Bretagne Classic Ouest-France (2021) | 29 agosto             | Benoît Cosnefroy                             | Julian Alaphilippe                           | Mikkel Honoré                                | AG2R Citroën Team                            |
| / Benelux Tour (2021)                | 30 agosto-5 settembre | Sonny Colbrelli                              | Matej Mohorič                                | Victor Campenaerts                           | Bahrain Victorious                           |
| Grand Prix Cycliste de Québec        | 10 settembre          | annullato a causa della pandemia di COVID-19 | annullato a causa della pandemia di COVID-19 | annullato a causa della pandemia di COVID-19 | annullato a causa della pandemia di COVID-19 |
| Grand Prix Cycliste de Montréal      | 12 settembre          | annullato a causa della pandemia di COVID-19 | annullato a causa della pandemia di COVID-19 | annullato a causa della pandemia di COVID-19 | annullato a causa della pandemia di COVID-19 |
| Eschborn-Francoforte (2021)          | 19 settembre          | Jasper Philipsen                             | John Degenkolb                               | Alexander Kristoff                           | Alpecin-Fenix                                |
| Parigi-Roubaix (2021)                | 3 ottobre             | Sonny Colbrelli                              | Florian Vermeersch                           | Mathieu van der Poel                         | Bahrain Victorious                           |
| Giro di Lombardia (2021)             | 9 ottobre             | Tadej Pogačar                                | Fausto Masnada                               | Adam Yates                                   | UAE Team Emirates                            |
| Tour of Guangxi                      | 14-19 ottobre         | annullato a causa della pandemia di COVID-19 | annullato a causa della pandemia di COVID-19 | annullato a causa della pandemia di COVID-19 | annullato a causa della pandemia di COVID-19 |

## Classifiche
Dal 2019, l'unica classifica valida a livello internazionale è l'UCI World Ranking, che già dal 2016 fornisce una classifica individuale ed una per Nazioni. A queste viene aggiunta la classifica mondiale UCI per team, stilata in base ai risultati ottenuti dai 10 migliori corridori per ogni squadra, riprendendo così la graduatoria già presente nell'UCI World Tour. Vengono inoltre introdotte altre due classifiche individuali, una limitata alle sole corse di un giorno e l'altra invece specifica per le corse a tappe.